# Särkkä (Naantali)
Pour les articles homonymes, voir Särkkä.
Särkkä est une île de l'archipel finlandais à Naantali en Finlande.

## Géographie
Särkkä a une superficie de 16 hectares dont  11 hectares sont une réserve naturelle.
Les points les plus élevés de l'île culminent à environ 25 mètres d'altitude,,.
Särkkä a une longueur maximale de 500 mètres dans les directions sud-nord et ouest-est. L'île est rocheuse et boisée. 
Sur sa rive orientale, des parois rocheuses abruptes bordent la mer. 
Il y a une plage de sable et de galets sur la rive sud, une végétation de roseaux sur la rive nord.

## Transports
La route régionale 189, ou Rymättylän Tie, traverse la partie sud de Särkä.
Elle part de Luonnonmaa, traverse le pont de Särkänsalmi puis continue Särkä en direction de Merimasku.
La profondeur du chenal sous le pont est de 5 mètres et la hauteur maximale autorisée de passage sous le pont est de 16,5 mètres.